# Cassephyra
Cassephyra is een geslacht van vlinders van de familie spanners (Geometridae), uit de onderfamilie Ennominae.

## Soorten
- C. cyanosticta Hampson, 1907
- C. formosa Debauche, 1941
- C. lamprosticta Hampson, 1895
- C. plenimargo Warren, 1903
- C. triangulifera Warren, 1898